# Стојан Ђорђевић
Стојан Ђорђевић (Крагујевац, 13. децембар 1988) српски je телевизијски, филмски и позоришни глумац.

## Биографија и каријера
Рођен је у Крагујевцу 13. децембра 1988. године где је завршио основну школу и Прву крагујевачку гимназију. Глумом је почео да се бави аматерски са непуних седам година, прво у дечијој радионици, а касније у драмском студију Дома омладине, где је поред глуме похађао и филмску радионицу и био један од њених оснивача, а касније и предавач на курсу анимираног филма.
Факултет драмских уметности Универзитета уметности у Београду уписао је 2007. године, одсек глума код професора Драгана Петровића Пелета. Током студирања снимио је неколико студентских филмова, крајем друге године добио је први професионални ангажман у Београдском драмском позоришту, а након тога имао улоге у већини београдских позоришта.
Године 2011. дипломирао је са представом Неке девојке, а на Факултету драмских уметности 2013. године завршио је и мастер студије, такође на одсеку глума са представом Зоолошка прича уз писани рад Зоолошка прича, Едвард Олби, Питер — Студија лика. Запажене улоге остварио је у филмовима За краља и отаџбину и Инкарнација где је имао главну улогу, као и у ТВ серији Драмска трилогија 1941—1945. Предавач је у школи глуме „Први кораци”.
Остварио је улоге у представама као што су Кад су цветале тикве, Госпођа Министарка, Мој Живот, Исидора Данкан, Дар, Ана Карењина и у многим другим. Поред вечерњих, Ђорђевић је оставио улоге у великом броју представа за децу.
Прву ТВ улогу остварио је у серији Мирис кише на Балкану, где се појавио у једној епизоде као усташки ађутант. Након тога, позајмио је глас у краткометражном филму 5 Minutes Each, који је емитован 2011. године. У периоду од 2013. до 2014. године глумио је у девет епизода ТВ серије Драмска трилогија 1941—1945. као Жарко Таралић, а исту улогу имао у филму За краља и отаџбину, који је премијерно приказан 2015. године. Ђорђевић је имао главну улогу у филму Инкарнација, који је имао премијеру 2016. године, а током исте године појавио се у једној епизоди ТВ серије Убице мог оца као затворски чувар.
Улогу момка имао је у серији Прва тарифа, а након тога глумио губитника у краткометражном филму Сотона је украо наше хот догове!. У хумористичкој ТВ серији Шифра Деспот појавио се као инспектор Савић, а након тога у филму Краљ Петар Први у улози војника. Остварио је улогу у филму Шавови, а након тога глумио у ТВ серији Краљ Петар Први, такође као војник. Улогу Златка Кораћа остварио је у српској серији Ургентни центар, а након тога улогу Жељка у серији Јужни ветар.

## Филмографија
| Год.       | Назив                             | Улога            |
| ---------- | --------------------------------- | ---------------- |
| 2010-е     |                                   |                  |
| 2011.      | Мирис кише на Балкану             | усташки ађутант  |
| 2013—2014  | Драмска трилогија 1941—1945.      | Жарко Таралић    |
| 2015.      | За краља и отаџбину               | Жарко Таралић    |
| 2016.      | Инкарнација                       | човек            |
| 2016.      | Убице мог оца                     | затворски чувар  |
| 2017.      | Прва тарифа                       | момак            |
| 2018.      | Сотона је украо наше хот догове ! | губитник         |
| 2018.      | Шифра Деспот                      | инспектор Савић  |
| 2018.      | Краљ Петар Први                   | војник са пушком |
| 2019.      | Шавови                            |                  |
| 2019.      | Краљ Петар Први (ТВ серија)       | војник са пушком |
| 2019.      | Ургентни центар                   | Златко Кораћ     |
| 2020-е     |                                   |                  |
| 2020.      | Јужни ветар (ТВ серија)           | Жељко            |
| 2020—2022. | Клан (ТВ серија)                  | Добер            |
| 2021—2022. | Игра судбине                      | Вид Залад        |
| 2023.      | Закопане тајне                    | Јаков Додер      |